# Episodi di Wallander (terza stagione)
La terza stagione della serie televisiva Wallander è costituita da 6 episodi di 90 minuti ciascuno, trasmessi in Svezia nel 2013.
Il primo episodio della serie è l'adattamento del romanzo L'uomo inquieto. In questa stagione Linda Wallander è interpretata da Charlotta Jonsson.
| nº | Titolo originale   | Titolo italiano  | Prima TV Svezia | Prima TV Italia |
| -- | ------------------ | ---------------- | --------------- | --------------- |
| 1  | Den orolige mannen | L'uomo inquieto  | 11 gennaio 2013 |                 |
| 2  | Försvunnen         | Scomparsa        | 19 gennaio 2013 |                 |
| 3  | Sveket             | Il tradimento    | 24 luglio 2013  |                 |
| 4  | Saknaden           | La perdita       | 30 luglio 2013  |                 |
| 5  | Mordbrännaren      | L'incendiario    | 30 luglio 2013  |                 |
| 6  | Sorgfågeln         | L'uccello triste | 30 luglio 2013  |                 |